# Amadeu Mauri i Aulet
Amadeu Mauri i Aulet (Palamós, 12 d'agost de 1862 - 1933) fou un fotògraf de les comarques gironines durant la primera meitat del segle xx.
Era fill d'Agustí Mauri Negra natural de Palamós i Coloma Aulet Pascual natural de Santa Cristina d'Aro.
Abans de dedicar-se a la fotografia va treballar com a taper a La Bisbal, on vivia, i com a firataire a Girona on el 1893 va tenir un "Juego de billar romano" i una parada "Para la venta en suerte". A les acaballes del segle xix es comença a documentar la seva activitat com a fotògraf. És localitzat com a fotògraf per primera vegada el 1898 a La Bisbal on tenia muntada una galeria anomenada "Fotografia Moderna" al número 22 de Les Voltes des d'on a part de la feina normal de retrat,va començar a editar una sèrie de targetes postals de les principals poblacions del Baix Empordà i que podien trobar als estancs a 10 cèntims cada una. Per la primavera de l'any 1900 es traslladà a Sant Feliu de Guíxols, en el número 9 del carrer dels Guíxols, on va començar una nova sèrie de targetes postals que comprenien tota la província de Girona i algunes relacionades amb el món del suro ("La industria Corcho-Taponera"). També va editar un àlbum de Sant Feliu i els seus voltants que va sortir l'estiu del mateix any i tot seguit un altre anomenat "Fotografias de la ciudad de Gerona y sus alrededores. L'estiu de l'any 1901 s'estableix al carrer Argenteria de Girona on publica un àlbum sobre Olot i amplia la sèrie de Sant Feliu. Posteriorment trasllada la seva galeria a la Plaça del Gra de Girona des d'on edita un quart àlbum dedicat a Mataró i altres poblacions del Maresme. Les seves fotografies foren reproduïdes en revistes com el Suplemento Literario de El Autonomista o El Heraldo de Gerona, entre d'altres. El 1910 participa com a fotògraf a l'Exposició de Buenos Aires. Estava establert al Mar de la Plata i va canviar el nom de la galeria pel de "La principal". Els seus dos fills, Jesus i Colom Mauri Radó, van continuar l'ofici del seu pare.
El dia 12 d'abril de 1933 es enterrat civilment a Granollers.